# Irredentismo italiano en Córcega
- Green: Nice, Ticino and Dalmatia
- Red: Malta
- Violet: Corsica
- Savoy and Corfu were later claimed.

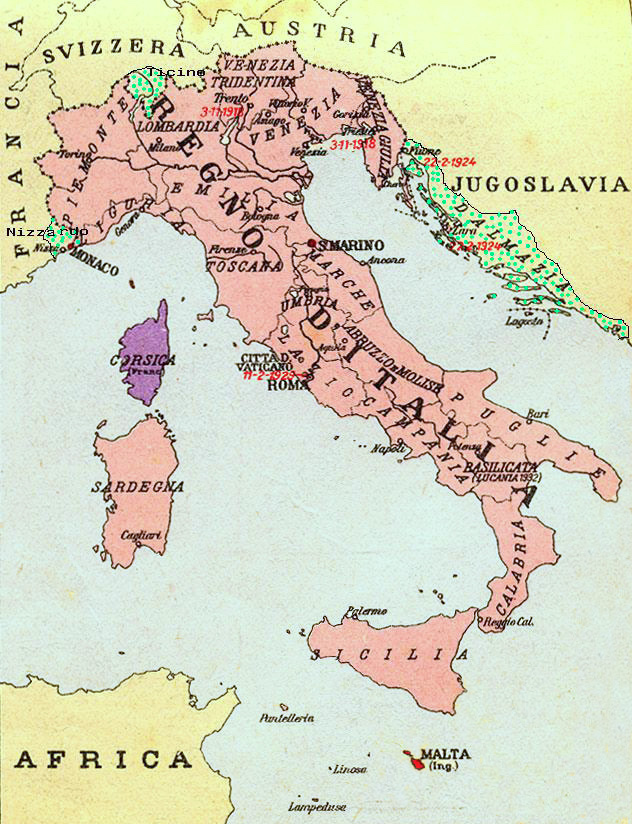
Regiones étnicas italianas reclamadas en los años 1930 por el irredentismo italiano :

El irredentismo italiano en Córcega fue un movimiento cultural e histórico promovido por italianos y corsos que se identificaron como parte de Italia en lugar de Francia, y promovieron la anexión de la isla a Italia.

## Historia
Córcega fue parte de la república de Génova durante varios siglos hasta 1768, cuando la república cedió la isla a Francia, un año antes del nacimiento del emperador, Napoleón Bonaparte en la ciudad capital de Ajaccio. En Francia, el uso del corso (una lengua regional estrechamente relacionada con el italiano) ha ido disminuyendo gradualmente en favor del idioma francés estándar expandido después de la revolución francesa en desmedro de las lenguas regionales del país.
Giuseppe Garibaldi pidió la inclusión de los "italianos corsos" dentro de Italia cuando la ciudad de Roma fue anexada al reino de Italia, pero Víctor Manuel II no estuvo de acuerdo, por lo que no se llevó a cabo.
El surgimiento del irredentismo italiano no afectó mucho a Córcega, y solo durante el gobierno fascista de Benito Mussolini fue cuando se fundan las primeras organizaciones que promovían con fuerza la unificación de la isla al reino de Italia.
Antes de la Primera Guerra Mundial, en Livorno, el profesor Francesco Guerri fundó la revista Corsica antica e moderna, inspirada en el Archivio storico di Corsica de Gioacchino Volpe. Petru Rocca creó en la década de 1920 el partito Autonomista (partido Autonomista) de Córcega, del que era líder, con el apoyo de monseñor Domenico Parlotti y el dr. Croce, director del "Archivi di Stato della Corsica".

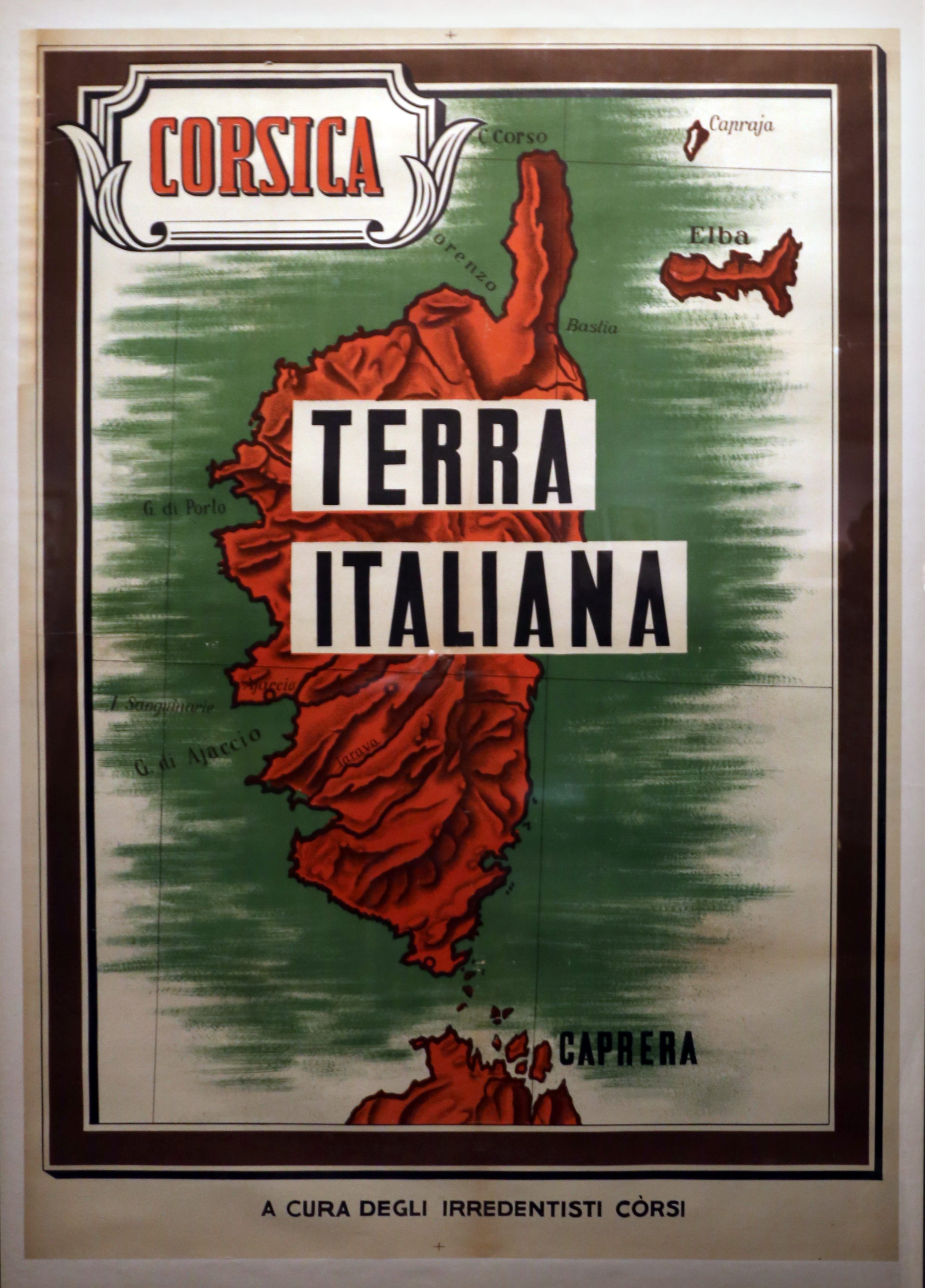
Propaganda irredentista corsa de la Segunda Guerra Mundial

Antes y durante la Segunda Guerra Mundial, algunos intelectuales corsos llevaron a cabo actividades culturales y propagandísticas proitalianas en Italia (principalmente en los Gruppi di Cultura Corsa "asociaciones de cultura corsa"). Entre ellos se encontraban Marco Angeli, Bertino Poli, Marchetti, Luccarotti, Grimaldi y, finalmente, Petru Giovacchini, quien más tarde fue propuesto como posible gobernador de Córcega en caso de que Italia la hubiera anexado. El más renombrado fue Petru Giovacchini, quien consideraba a Pasquale Paoli (el héroe de Córcega) como el precursor del irredentismo corso partidario de la unificación de la isla a Italia. El "gruppi di Cultura Corsa" de Giovacchini alcanzó en 1940 72000 miembros, según el historiador R.H. Rainero. 
En noviembre de 1942, el VII Cuerpo de Ejército de la Regio Esercito ocupó Córcega como parte de la respuesta encabezada por los alemanes a los desembarcos aliados en África, dejando la isla todavía bajo la soberanía formal de la Francia de Vichy. Debido a la falta de resistencia partisana al principio, y para evitar problemas con el mariscal Philippe Pétain, no se formaron unidades corsas bajo control italiano (a excepción de un batallón de trabajo formado en marzo de 1943). Sin embargo, se desarrolló un movimiento de resistencia francesa basado en habitantes locales leales a Francia e impulsado por líderes de la Francia Libre, oponiéndose a la propaganda irredentista y a la ocupación italiana, y fue reprimido por las fuerzas fascistas y posteriormente por las tropas alemanas.
Algunos oficiales militares corsos irredentistas colaboraron con Italia, incluido el mayor retirado Pantalacci (y su hijo Antonio), el coronel Mondielli y el coronel Petru Simone Cristofini (y su esposa, la primera periodista corsa Marta Renucci). Después de que las fuerzas de la Francia Libre y las fuerzas de la resistencia, junto con algunas tropas italianas que se pusieron del lado de los Aliados, estos retomaron Córcega, Petru Cristofini fue ejecutado en 1943. Petru Giovacchini también fue condenado a muerte, pero huyó a Italia, donde encontró refugio hasta su muerte en 1955. El irredentismo italiano como movimiento activo en Córcega se extinguió con él esencialmente. 
El coronel Pietro Cristofini (o Petru Simon Cristofini) nació en Calenzana (cerca de Calvi, Córcega) el 26 de mayo de 1903 y en 1939 se convirtió en capitán del 3er regimiento de fusileros argelinos. Inicialmente fue partidario de Pétain. Después de la ocupación aliada del norte de África francés, estuvo al mando de la Falange Africana.
En Túnez, fue herido en un ojo y luego, antes de regresar a Córcega, encuentra en Roma al Duce italiano, Benito Mussolini. Fue partidario de la unión de Córcega a Italia y defendió los ideales irredentistas. Colaboró activamente con las fuerzas italianas en Córcega durante los primeros meses de 1943. En la isla trabajó con Petru Giovacchini (el posible gobernador de Córcega si el Eje hubiese ganado la Segunda Guerra Mundial). Cristofini, como jefe de las tropas de Ajaccio, ayudó al ejército italiano a reprimir la oposición de la Resistencia en Córcega antes del armisticio italiano en septiembre de 1943.
Fue juzgado por traición después de que los aliados retomaran Córcega y condenado a muerte. Intentó suicidarse y fue ejecutado mientras sufría sus heridas en noviembre de 1943. Su esposa, Marta Renucci, fue condenada en 1946 a 15 años de prisión en Argel por apoyar el irredentismo y colaborar con el fascismo italiano, pero sólo cumplió una pena reducida.

## Idioma
Si bien el corso se hablaba en casa como lengua vernácula local, el italiano había sido el idioma público y literario en la isla hasta la primera mitad del siglo XIX.
La Constitución, escrita en 1755 para la efímera república de Córcega, fue redactada en italiano y Paoli proclamó el italiano como única lengua oficial de Córcega. El italiano había sido la lengua de prestigio en Córcega hasta finales del siglo XIX. Incluso la segunda Constitución corsa de Paoli, para el Reino anglo-corso de 1794, estaba en italiano. En la segunda mitad del siglo XIX., el francés reemplazó al italiano, principalmente gracias a Napoleón III. El corso empezó a ser utilizado por los intelectuales corsos.
Las variedades modernas del corso (corsu) están directamente relacionadas con el dialecto toscano de Pisa, ciudad italiana que dominó la isla antes que Génova. En el norte de la isla (Calvi), también existía un dialecto local (hoy casi extinto) muy similar al genovés medieval. En el interior montañoso de Córcega, muchos aldeanos dominan cierto corso, una lengua medieval pisana.
La similitud del corso con el italiano, debido a su origen común toscano, se puede corroborar en una frase: "nací en Córcega y pasé allí los mejores años de mi juventud".
Sò natu in Corsica è v'aghju passatu i megli anni di a mio ghjuventù (corso);
Sono nato in Corsica e vi ho passato i migliori anni della mia gioventù (italiano);
Je suis né en Corse et j'y ai passé les meilleurs années de ma jeunesse (francés).
Hoy en día, cerca del 12% de los corsos saben hablar italiano como lengua extranjera, mientras que tres cuartos de la población lo comprenden gracias a los programas de televisión italianos que llegan a la isla.
El irredentista Marco Angeli di Sartèna escribió el primer libro en corso (titulado Terra còrsa) en 1924 y muchas letras (tituladas Malincunie) en Ajaccio. Creó y escribió el periódico «Gioventù» del partito Corso d'azione ("partido de Acción Córcega"), parcialmente en italiano y corso.

## Pasquale Paoli y el irredentismo italiano

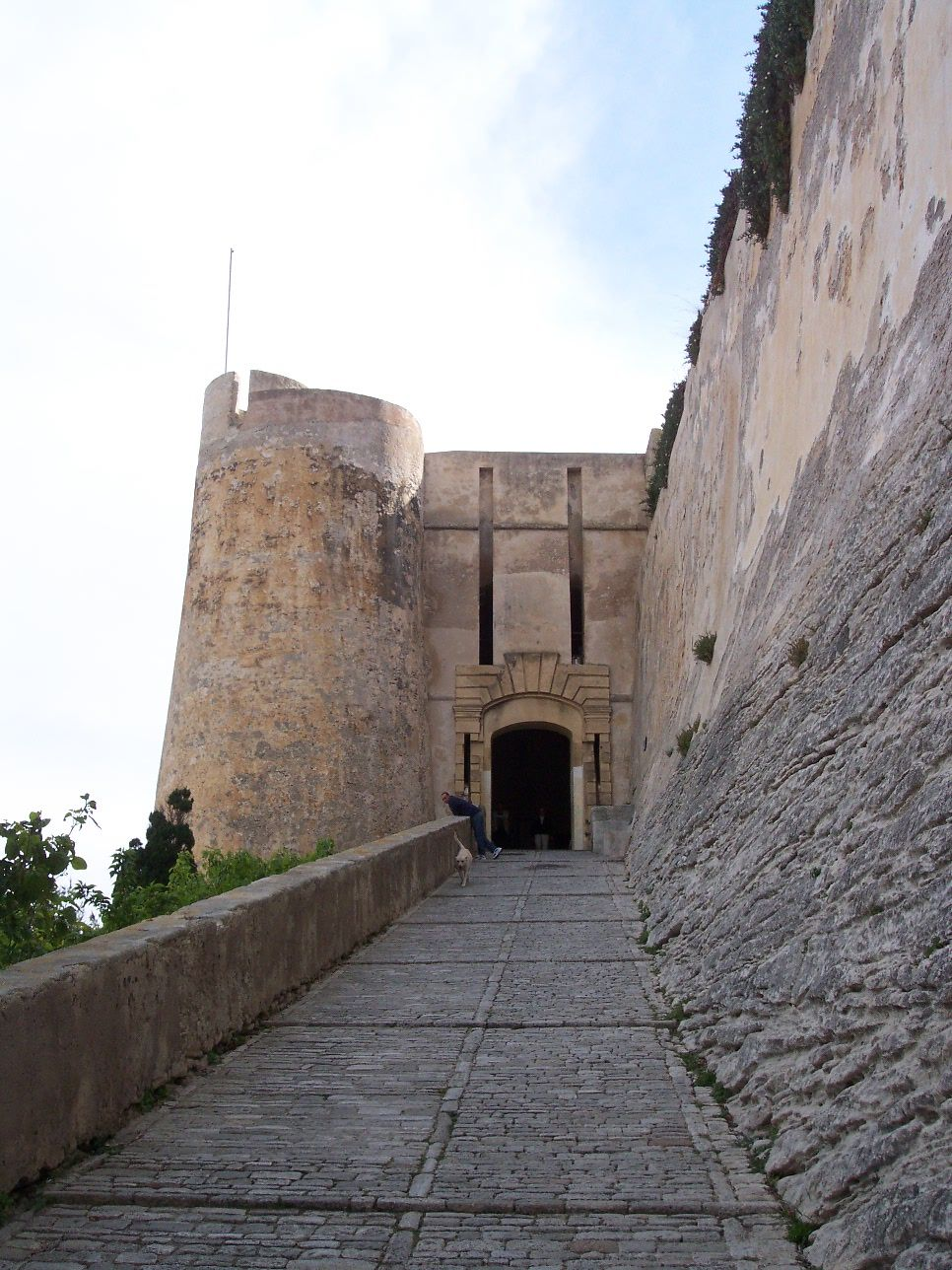
La "Porta dei Genovesi" en Bonifacio, una ciudad donde algunos habitantes todavía hablan un dialecto genovés

Pasquale Paoli fue considerado por Niccolò Tommaseo, que recogió sus Lettere (Cartas), como uno de los precursores del irredentismo italiano.
El Babbu di a Patria ("Padre de la Patria"), como apodaban Pasquale Paoli por los separatistas corsos, escribió en sus Cartas  el siguiente mensaje en 1768 contra los franceses: "somos corsos por nacimiento y por sentimientos, pero ante todo todos nos sentimos italianos por la lengua, las raíces, las costumbres, las tradiciones y todos los italianos somos todos hermanos por la historia y por Dios.... Como corsos no queremos ser esclavos ni "rebeldes" y como italianos tenemos derecho a serlo. tratados como todos los demás hermanos italianos... O seremos libres o no seremos nada... O venceremos o moriremos (contra los franceses) con las armas en las manos... .. La guerra contra Francia es justa y santa como el nombre de Dios es santo y justo, y aquí en nuestras montañas aparecerá para toda Italia el sol de la libertad." (" Siamo còrsi per nascita e sentimento ma prima di tutto ci sentiamo italiani per lingua, origini, costumi, tradizioni e gli italiani sono tutti fratelli e solidali di fronte alla storia e di fronte a Dio… Come còrsi non vogliamo essere né schiavi né " ribelli" e come italiani abbiamo il diritto di trattare da pari con gli altri fratelli d'Italia... O saremo liberi o non saremo niente... O vinceremo con l'onore o soccomberemo (contro i francesi) con le armi in mano... La guerra con la Francia è giusta e santa come santo e giusto è il nome di Dio, e qui sui nostri monti spunterà per l'Italia il sole della libertà… ")
Pasquale Paoli quería que el idioma italiano fuera el idioma oficial de su república de Córcega. Su Constitución corsa de 1755 estaba redactada en italiano y se utilizó como modelo para la constitución estadounidense de 1787.  Además, en 1765 Paoli fundó en la ciudad de Corte la primera Universidad de Córcega (donde la enseñanza se hacía en italiano).

## Literatura
El dialecto florentino, promovido por los italianos corsos, había sido la lengua de cultura en Córcega desde el Renacimiento. Muchos autores corsos escribieron una extensa literatura en italiano en los últimos siglos.
En el siglo XIV se encontraba La Crónica de Giovanni della Grossa (1388-1464), Pier Antonio Monteggiani (1464-1525) y Marcantoni Ceccaldi (1526-1559). Storia di Corsica fue publicada en 1594 por Anton Pietro Filippini. En los siglos XV y XVI estuvieron Ignazio Cardini (1566-1602), Pietro Cirneo (1447-1507), Guiglielmo Guglielmi di Orezza (1644-1728) con A Malannata y Ottave giocose.
En el siglo XVIII se fundó en Bastia la Accademia dei Vagabondi, siguiendo el modelo de la "Accademie" italiana. Angelo Francesco Colonna escribió el Commentario delle glorie e prerogative del Regno e Popoli di Corsica en 1685.
Durante la república de Córcega de Pasquale Paoli, estuvieron Giulio Matteo Natali ( Disinganno intorno alla Guerra de Corsica en 1736), Don Gregorio Salvini ( Giustificazione della Revoluzione di Corsica (1758-1764) ) y el mismo Pasquale Paoli ( Corrispondenza, publicado sólo en 1846).
Durante el siglo XIX en Bastia, Salvatore Viale escribió La Dionomachia en 1817, Canti popolari corsi en 1843 y Dell'uso della lingua patria en Córcega en 1858, donde lamentó el declive del uso de la lengua italiana como lengua aprendida en favor del francés.
Muchos autores corsos (que escribieron en italiano) fueron influenciados por los ideales del Risorgimento italiano durante la segunda mitad del siglo XIX., como Giuseppe Multado, Gian Paolo Borghetti, Francesco Ottaviano Renucci (Storia della Corsica dal 1789 al 1830 y Novelle storiche corsé). Incluso el italiano Niccolò Tommaseo recopiló los Canti popolari corsi (con puntos de vista del irredentismo italiano) e hizo una recopilación de las cartas (Lettere di Pasquale de Paoli) de Pasquale Paoli.
Santu Casanova fundó la famosa revista literaria A Tramuntana (publicada en Ajaccio entre 1896 y 1914) y escribió en italiano Meraviglioso testamento di Francesco en 1875 y La morte ed il funerale di Spanetto en 1892. Se le considera el vínculo entre las viejas generaciones de escritores corsos que escribieron en lengua italiana y las nuevas, que comenzaron a utilizar la lengua corsa.
Durante la primera mitad del siglo XX, la publicación corsa en italiano más importante fue la revista literaria A Muvra de Petru Rocca. Otros autores corsos en italiano fueron Domenicu Versini (apodado Maistrale), Matteu Rocca (I lucchetti en 1925), Dumenicu Carlotti (Pampame corse en 1926), Ageniu Grimaldi y Ugo Babbiziu (Una filza di francesismi colti nelle parlate dialettali corse en 1930).
Los italianos corsos que promovieron el ideal del irredentismo corso publicaron principalmente en Italia, debido a las persecuciones del régimen francés en la isla en la primera mitad del siglo XX.
Así, Petru Giovacchini escribió los poemas: Musa Canalinca y Rime notturne en 1933 en Córcega, y luego escribió y publicó sucesivamente en Roma Aurore, poesie corse, Corsica Nostra y Archiatri pontifici corsi (este último, mientras estaba en el exilio en 1951, unos años antes de su muerte prematura).
El irredentista Marco Angeli publicó en Milán: Gigli di Stagnu y Liriche corse en 1934 y Bertino Poli escribió Il pensiero irredentista corso e le sue polemiche en Florencia en 1940.

## Italianos corsos notables
Pequeña lista de italianos corsos de renombre:
- Marco Angeli di Sartèna, fundador del periódico «Gioventù» del "Partito Corso d'azione" y escritor/poeta.
- Conde Leonetto Cipriani, aristócrata y político, y aventurero en América.
- Petru Simone Cristofini, coronel irredentista que fue ejecutado por traición en 1943.
- Petru Giovacchini, candidato irredentista a gobernador de la Córcega italiana durante la Segunda Guerra Mundial.
- Marta Renucci, primera periodista corsa.
- Petru Rocca, fundador del Partito autonomista de Córcega y editor de la revista literaria A Muvra .